# Diocesi di Barcuso

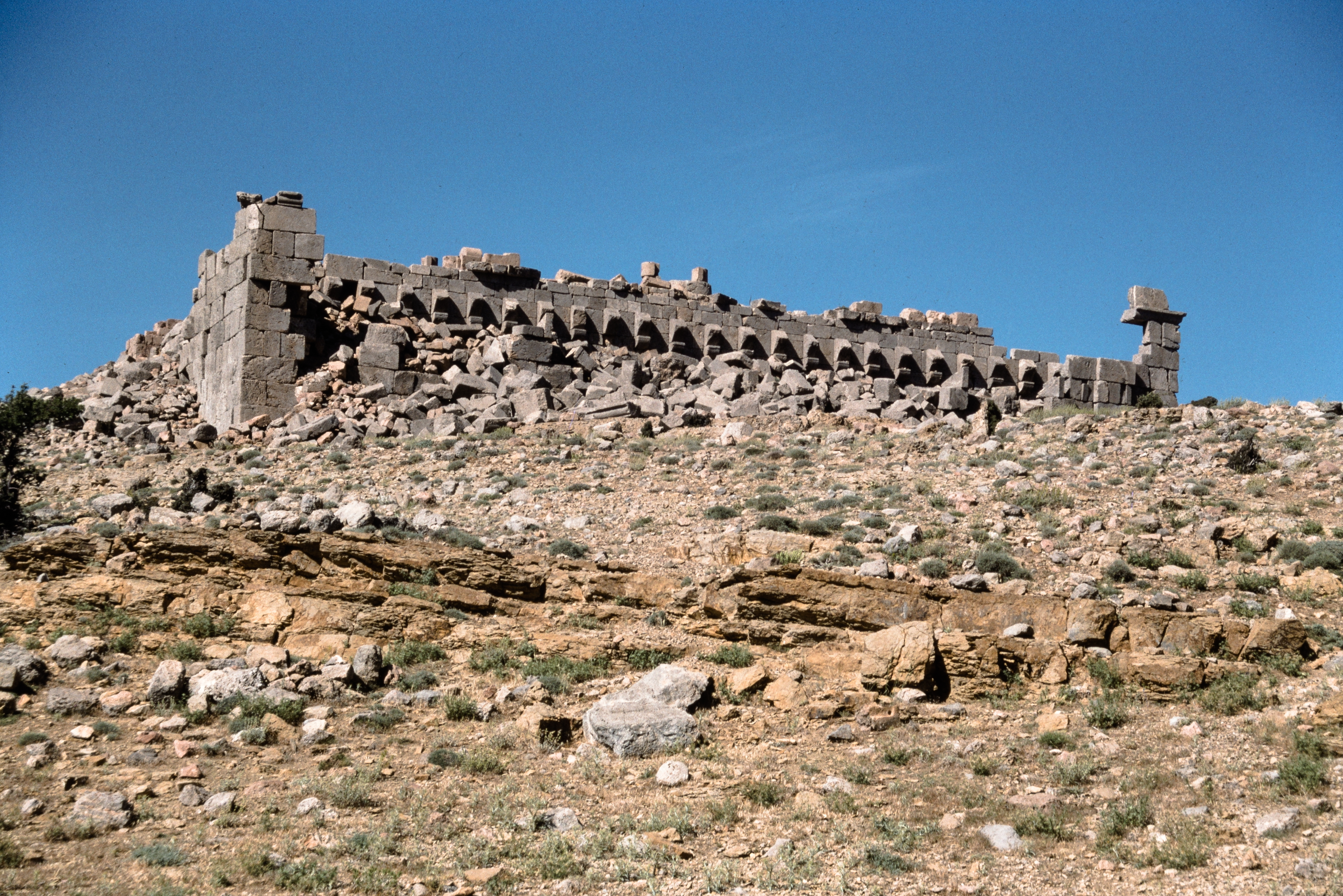
Rovine di una chiesa bizantina nel sito di Burqush.

La diocesi di Barcuso (in latino Dioecesis Barcusena) è una sede soppressa del patriarcato di Antiochia e una sede titolare della Chiesa cattolica.

## Storia
Barcuso, identificabile con Burqush, 30 km. ad ovest di Damasco, alle pendici del monte Hermon nell'attuale Siria, è un'antica sede episcopale della provincia romana della Fenicia Libanese nella diocesi civile d'Oriente.
La sede non compare nell'opera Oriens Christianus di Michel Le Quien. Tuttavia è segnalata in una Notitia episcopatuum del VI secolo come sede esente da giurisdizione metropolitica, dunque direttamente dipendente del patriarcato di Antiochia.
Sono noti due vescovi di questa sede. Alessandro assistette al sinodo di Costantinopoli del 536 e si firmò in siriaco come vescovo di Barcousa o di Giustinianopoli. Nel concilio del 553 partecipò Giovanni, che si firmò come vescovo di Giustinianopoli o di Barcousa. È evidente che i due nomi fanno riferimento ad una sola e medesima città, probabilmente fondata da Giustiniano I, che le dette il nuovo nome.
Dal 1933 Barcuso è annoverata tra le sedi vescovili titolari della Chiesa cattolica; dal 7 maggio 2022 il vescovo titolare è Antony Kakkanat, vescovo ausiliare della curia arcivescovile maggiore siro-malankarese.

## Cronotassi

### Vescovi greci
- Alessandro † (menzionato nel 536)
- Giovanni † (menzionato nel 553)

### Vescovi titolari
- Giacomo Luigi (James Louis) Cheng † (11 maggio 1944 - 14 aprile 1952 deceduto)
- Ireneus Wien Dud † (3 luglio 1955 - 12 dicembre 1974 nominato arcivescovo di Giuba)
- Lawrence Ephraem Thottam † (6 novembre 1980 - 16 dicembre 1996 nominato eparca di Marthandom)
- Antony Kakkanat, dal 7 maggio 2022